# Opera (navigator web)
Opera este o suită Internet gratuită ce funcționează pe multiple sisteme de operare. Această suită conține:
- Browser web
- Client e-mail și de știri
- Agregator de știri
- Carte de adrese
- Client IRC
- Gestionar de descărcări
- Client BitTorrent

Opera este dezvoltat de Opera Software în Oslo, Norvegia. La baza acestui browser se afla motorul de afișare numit Presto, care a fost licențiat de parteneri de afaceri precum Adobe și a fost integrat în Adobe Creative Suite, acesta însă fiind înlocuit de Chromium în 2013.Opera este al cincilea browser ca număr de utilizatori , cu cotă de piață de 1.7 % din totalul utilizatorilor de internet ,conform W3Schools . Browser-ul Opera este liderul mondial pe telefoane mobile, smartphone-uri și pe PDA-uri, deoarece folosește tehnologia proprie Small Screen Rendering. Opera este folosit și pe platforme iTV. Opera poate fi controlat prin voce (browser multi-modal), fiind rezultatul unui parteneriat cu IBM.

## Istoric
În jurul anului 1992, Jon Stephenson von Tetzchner și Geir Ivarsøy au făcut parte dintr-un grup de cercetători la Televerket (compania națională de telefonie a Norvegiei, acum numită Telenor). Grupul a luat parte la dezvoltarea ODA (Open Document Architecture), un sistem bazat pe standarde pentru stocare și citire de documente, imagini și alte materiale. Sistemul ODA nu a ajuns prea cunoscut și a fost abandonat, în ciuda faptului că a fost performant. Acești cercetători au creat și primul server și prima pagină web norvegiană în anul 1993. Însă ei nu au fost mulțumiți de browser-ul Mosaic deoarece avea o structură prea 'plată' pentru a fi utilizat în navigarea pe web. Astfel, cercetătorii au fost interesați să facă un browser nou, propriu. Inspirați de proiectul ODA, ei au văzut un potențial de a face un browser mai bun, mai adaptat la multele fațete ale structurii web-ului. Compania Televerket a dat undă verde grupului, iar ei au avut primul prototip funcțional al browser-ului pe la sfârșitul anului 1993. Însă, pentru 1998 în Norvegia era pregătită liberalizarea totală a pieței de telefonie, astfel Televerket avea să se pregătească pentru competiție, iar ei nu au fost siguri dacă acest browser se potrivește în afacerea lor de bază. În 1994 Televerket a fost preluată de stat, iar J. S. von Tetzchner și G. Ivarsøy au primit permisiunea să continue dezvoltarea browser-ului pe cont propriu în sediile companiei. La sfârșitul anului 1995 Televerket a fost redenumită Telenor, iar compania Opera Software a fost înființată, încă la același sediu. Produsul lor a fost cunoscut sub numele de MultiTorg Opera și a fost recunoscut foarte rapid de comunitatea de pe Internet pentru interfața ce permitea deschidea mai multor documente (MDI) și pentru 'hotlist' (bara de margine). Acestea făceau navigarea mai multor site-uri mai ușoară.
În ianuarie 2003, Opera 7 a fost lansat și a introdus un motor nou de afișare, numit Presto. Acesta a îmbunătățit foarte mult suportul pentru CSS, ECMAScript și DOM.
În august 2004, Opera 7.6 a fost lansat în versiune alpha, pentru testare limitată. Această versiune a oferit suport avansat pentru standarde, introducând suport pentru control prin voce și sintentizare vocală. De asemenea, au fost implementate o gamă de standarde web specializate ce permit dezvoltatorilor web să creeze aplicații web multi-modale, precum VoiceXML 2 , SRGS , SISR , SSML , XML Events , JSGF , XHTML+Voice 1.2  Arhivat în 23 august 2006, la Wayback Machine., DOM 3 Load and Save, XmlHttpRequest și altele. Opera a introdus și o nouă versiune pentru iTV care a inclus fit to width, o opțiune ce este disponibilă începând de la versiunea 8 pentru desktop. Fit to width ('potrivește în lățime') este o tehnologie proprietară ce combină puterea CSS-ului cu tehnologia internă a browser-ului. Paginile sunt redimensionate dinamic prin micșorarea imaginilor și/sau a textelor, iar unde este necesar unele imagini sunt eliminate. Navigarea pe Internet cu ecrane mici este îmbunătățită dramatic de această tehnologie. Opera 7.6 nu a fost lansat oficial.
În 19 aprilie, 2005, versiunea 8.0 a fost lansată. Pe lângă suportul pentru SVG Tiny, capabilități multi-modale și User JavaScript , interfața implicită a fost foarte mult simplificată și curățată. Prima pagina de start a browser-ului este un portal de căutare mult îmbunătățit . Acest lucru sugerează că browser-ul este orientat spre utilzatorii normali, nu numai pentru cei experimentați. Însă nu toți utilizatorii acestui browser au primit cu bucurie modificările, deoarece unele setări avansate au fost ascunse . În 6 Iulie, 2005, Opera 8.02 technology preview a inclus, pentru prima dată într-un browser, un client BitTorrent simplu , dar Opera 8.02 final nu a inclus suport pentru BitTorrent .
Pe 20 septembrie, 2005, versiunea 8.50 a fost lansată, marcând o schimbare semnificativă în strategia de marketing prin eliminarea banner-ului publicitar. Astfel, browser-ul Opera a devenit gratuit pentru versiunea curentă și următoarele.  Pe lângă această modificare, browser-ul conține un sistem automat de modificare a site-urilor invalide ce nu funcționează pe Opera, și câteva găuri de securitate fixate. Actualizarea browser-ului este recomandată.
Pe 20 iunie, 2006, versiunea 9.0 a fost lansată.

### Noutăți în Opera 9
- Client BitTorrent simplu, integrat în browser, orientant spre utilizatorii începători.
- Blocaj conținut. Acesta permite utilizatorilor să aleagă ce imagini și ce animații să nu mai apară pe un site. Astfel se pot elimina bannerele publicitare de pe site-uri.
- Previzualizare file (tabs). Atunci când mouse-ul este deasupra unei file, imaginea micșorată a site-ului apare automat.
- Widgets. Aplicații web ce rulează în afara ferestrei aplicației principale.
- Setări individual per site.
- Abilitatea de a adăuga motoare de căutare în Opera pe baza oricărui câmp de text pe orice pagină.
- Editare de text îmbogățită (rich text editing - WYSIWYG).
- Comenzile din tastatură au fost redefinite pentru a fi mai similar cu cele din Internet Explorer.
- Următoarele tehnologii web au fost implementate: XSLT, XPath, Web Forms 2, TLS 1.1 și SVG 1.1 Basic. De asemenea, există suport parțial pentru CSS 3 Selectors și CSS 3 User Interface.

### Versiunile anterioare
- Windows
  - 95 sau mai recent: 9.52
  - 3.x: 3.62
- Solaris
  - Sparc: 9.52
  - Intel: 9.52
- QNX: 6.01
- OS/2: 5.12
- Mac OS: 6.03
  - Mac OS X: 9.52
- Linux
  - x86 64: 9.52
  - Sparc: 9.27
  - PowerPC: 9.52
  - i386: 9.52
  - Arm: 7.6
- FreeBSD
  - i386: 9.52
  - amd64: 9.52
- BeOS: 3.62
- EPOC: 5.14

- Opera Mobile
  - Windows Mobile 5/6 Pocket PC: 9.51b1
  - Windows Mobile: 8.65
  - Symbian OS Series 60 v2 și v3: 8.65
  - Symbian OS Series 60 v1: 6.20
  - Symbian OS UIQ: 6.31
- Opera Mini
  - Advanced: 4.1.11355 (MIDP 2.0)
  - Basic: 3.1.10423 (MIDP 1.0)

Versiunile alpha sunt testate doar de angajații companiei Opera Software. Versiunile beta pentru platformele desktop (Microsoft Windows, Linux, Mac OS X) sunt testate de un grup select numit 'the Elektrans'. Versiunile 'technical preview' (pentru testare de tehnologii noi) sunt lansate pe beta newsgroup al Opera Software, forum și pe lista de e-mail-uri (mailing list), astfel încât publicul poate să testeze și să discute capabilitățile noi. Pagina de download oficială pe opera.com oferă numai versiuni finale și variante beta publice. Pentru variante 'technical preview' accesați: Jurnalul/blogul echipei desktop.
Opera versiunea 9.0 beta a fost primul browser de Windows care a trecut testul Acid2  Arhivat în 16 iulie 2012, la Archive.is.
La 25 octombrie 2007 compania a lansat Opera 9.5 beta 1 iar la 24 aprilie 2008 versiunea Opera 9.5 beta 2.

### Noutăți în Opera 10
- Localizare completă în limba română.

În 2013, a trecut de la motorul Presto la Chromium pentru versiunea 15.

### Achiziție de către consorțiul chinez
În 2016, compania și-a schimbat proprietatea atunci când un grup de investitori chinezi au achiziționat browserul web, afacerea pentru consumatori și marca Opera Software ASA. La 18 iulie 2016, Opera Software ASA a anunțat că și-a vândut browserul, aplicațiile de confidențialitate și performanță și marca Opera către Golden Brick Capital Private Equity Fund I Limited Partnership, un consorțiu de investitori chinezi.
În ianuarie 2017, codul sursă al Opera 12.15, una dintre ultimele versiuni încă bazate pe motorul de layout Presto, a fost scurs.
Pentru a demonstra cât de radical poate arăta un browser, Opera Neon, numit „browser-concept”, a fost lansat în ianuarie 2017. PC World l-a comparat cu modelele demo pe care producătorii de automobile și furnizorii de hardware le lansează pentru a-și arăta viziunile asupra viitorului. În loc de un Speed Dial (explicat și în capitolul următor, „Caracteristici”), acesta afișează site-urile web accesate frecvent, asemănător cu un desktop cu pictograme de computer împrăștiate peste el într-o formație artistică.
Notă: Există posibilitatea ca ultimele versiuni să difere de la o limbă la alta. Numerele de mai jos sunt pentru limba engleză. Pentru a le descărca intrați pe: Opera download

## Capabilitați

### Accesibilitate
Opera a fost făcut întodeauna pentru a folosi puțină memorie și viteză de navigare cât mai mare pentru a îl face potrivit pentru computere încete. Accesibilitatea este întotdeauna importantă pentru utilizatori cu handicap vizual sau motor. Interesant, J.S. von Tetzchner este fiul profesorului Stepehn von Tetzchner (Universitatea din Oslo). Acesta s-a specializat în studiul dezvoltării copiilor și problemelor de comunicare.
Opera a fost primul browser care a integrat gesturi din mouse ca o metodă de navigare pe Internet. De asemenea, se poate controla orice aspect al browser-ului numai utilizând tastatura. Comenzile din tastatură și gesturile din mouse pot fi modificate pentru a acomoda cerințele diferiților utilizatori. Opera suportă și access keys (comenzi din tastatură ce pot fi implementate de dezvoltatorii de site-uri) de la versiunea 7.
Controlul prin voce al browser-ului a fost dezvoltat împreună cu IBM și a fost introdus în versiunea 8. Prin voce se pot folosi exact aceleași comenzi precum se pot din tastatură și din mouse. Comenzile vocale pot fi și ele modificate. De asemenea, Opera poate citi pagini sau textul selectat. Nu în ultimul rând Opera oferă capabilitați avansate ce pot fi folosite de dezvoltatori web pentru a crea site-uri interactive, multi-modale, ce acceptă comenzi vocale și răspund prin sintetizare voce. IBM are un browser multi-modal bazat pe Opera.
De la Opera 8 există și suport pentru "Fit to Window". Această tehnologie proprietară este similară cu Small Screen Rendering pentru Opera Mobile, ambele oferind utilizatorilor posibilitatea să "înghesuie" site-urile pe ecrane mai mici.

### Sesiuni
Întotdeauna când porniți Opera se pornește o sesiune nouă. Aceasta este salvată periodic într-un fișier în timp ce rulează astfel încăt atunci când închideți Opera (sau se blochează și este necesară repornirea forțată), puteți reveni la navigarea paginilor exact acolo unde ați rămas data trecută. Sesiunile pot fi salvate separat pentru a fi reîncărcate chiar și pe computere diferite. Această capabilitate păstrează chiar și istoricul de pagini vizitate în fiecare fereastră.

### Navigare cu file (tabs)
Opera a devenit faimos datorită faptului că permite navigarea a mai multor site-uri într-o singură fereastră. De asemenea, din același motiv Opera fost puțin dezapreciat deoarece nu era întotdeauna ușoară trecerea de la o pagină deschisă la alta (era necesară folosirea meniului Ferestre/Windows pentru a selecta una din paginile încărcate). O bară cu paginile încărcate a fost introdusă în versiunea 4, pentru a ușura alegerea paginilor. Versiunea 6 a adus încă o schimbare ce permitea utilizatorului să aleagă între navigare SDI (un singur document) sau MDI (multiple documente).

### Standarde
Opera a avut suport pentru CSS de la versiunea 3.5. Håkon Wium Lie, unul din inventatorii CSS-ului, este angajat la Opera Software . Până la versiunea 6 browser-ul a avut suport pentru cele mai populare standarde web și altele mai recente, precum WAP și WML, însă suportul pentru ECMAScript și DOM a fost puțin sub așteptări.
Această problemă a fost aproape în totalitate eliminată o dată cu lansarea versiunii 7, care a introdus motorul de afișare Presto. Suportul tuturor standardelor a fost îmbunătățit, iar câteva standarde noi au fost implementate, printre care suport aproape complet pentru HTML DOM. Nu în ultimul rând Presto este cel mai rapid interpretator ECMAScript ("JavaScript"), în comparație cu orice alt browser .
Opera are un mod de prezentare numit Opera Show. Acesta permite ca documente HTML și XML să fie prezentate pe ecrane mari în combinație cu navigare pe web. Grafica paginilor se schimbă atunci când se intră în modul de afișare pe tot ecranul la pagini web, dacă acestea conțin codul CSS specific pentru prezentări.

### Mail
Opera 7 a inclus un client de e-mail și știri original numit M2 (Mail 2) ce folosește o bază de date pentru stocare (de exemplu același e-mail poate să apară în mai multe "directoare"). În mai 2004 Opera 7.5 a fost lansat cu suport pentru RSS și un client de IRC, ambele fiind strâns integrate în M2.
În versiunea curentă, M2 este capabil să afișeze e-mail-uri în format HTML, dar nu e capabil de a trimite în format HTML.

### Opera Mobile pentru dispozitive mobile
Opera Small Screen Rendering (SSR) poate reformata dinamic orice pagină pentru ecrane înguste, precum smartphone-uri și PDA-uri. Tehnologia se bazează și pe CSS, astfel utilizatorii și dezvoltatorii web au control asupra metodei de afișare.
Opera Mobile este disponibil pe un număr mare de PDA-uri și smartphone-uri, printre care se pot aminti următorii producători: Nokia, BenQ, Sony Ericsson, Sharp Corporation, Sendo, Kyocera, Motorola, și Psion. 
În martie 2020 Opera pentru Android oferă suport implicit pentru protocol IPFS (InterPlanetary File System) pentru adrese ipfs://. 
- Opera Mini a fost lansat în 8 august, 2005 în Norvegia printr-un proiect pilot cu un canal de televiziune norvegian TV2. Disponibilitatea acestui serviciu este limitată, dar există deja planuri pentru extindere. Această versiune a Opera Mini rulează pe aproape orice telefon mobil ce are suport pentru Java (lucru valabil pentru majoritatea telefoanelor mobile disponibile pe piață). Browser-ul este disponibil în două variante: pentru telefoane mobile cu puțină memorie și pentru telefoane cu mai multă memorie.

Deoarece Opera Mini este făcut pentru telefoane mobile ce nu sunt capabile să afișeze pagini web, pagina cerută este prima dată comprimată și adaptată pentru telefon de server-ele externe ale Opera Software. Tehnologia folosită pentru afișarea paginilor este "Small Screen Rendering" (precum la Opera Mobile). Conținutul este transferat de la server la Opera Mini printr-un protocol proprietar Opera Binary Markup Language.
Lista de telefoane mobile Arhivat în 26 octombrie 2005, la Wayback Machine. pe care rulează Opera Mini.

### Opera GX
Opera GX este un omolog al lui Opera orientat spre jocuri. Browserul a fost anunțat și lansat în acces anticipat pentru Windows pe 11 iunie 2019, în timpul E3 2019. Versiunea macOS a fost lansată în decembrie același an.
Opera GX adaugă funcții destinate jucătorilor peste browserul Opera obișnuit. Browserul permite utilizatorilor să limiteze utilizarea rețelei, procesorului și memoriei pentru a păstra resursele sistemului. De asemenea, adaugă integrări cu alte aplicații precum Twitch, Discord, Twitter și Instagram. Browserul are, de asemenea, o pagină încorporată numită GX Corner, care adună versiuni, oferte și articole de știri legate de jocuri.
Pe 20 mai 2021, Opera a lansat o versiune mobilă a Opera GX pe iOS și Android.

## Critici
Opera a fost criticat în mare parte pentru banner-ul publicitar. De la versiunea 8.5 Opera este gratuit, fără reclamă în browser.

### Incompatibilitate percepută și incompatibilitate reală
O problemă generală este că majoritatea site-urilor nu sunt bazate pe standarde web, sau folosesc cod învechit de detectare a browser-ului pentru a oferi diferite variante de conținut în funcție de browser și versiune (cu scopul de a evita reale erori în browsere). Alte site-uri folosesc pur și simplu cod incorect. Aceste site-uri greșite sunt în majoritatea lor testate numai pe Internet Explorer. Astfel modul de afișare dorit se bazează pe o varietate de erori și tehnici de "recuperare" din erorile site-ului folosite de Internet Explorer. Aceste metode s-au dovedit imposibil de simulat perfect în alte browsere. Utilizatori neinformați pot considera în mod fals că Opera nu are suport complet pentru tehnologiile web.

#### MSN
Site-ul MSN (deținut de Microsoft) a cauzat probleme utilizatorilor acestui browse. În octombrie 2001 site-ul MSN a fost modificat în așa fel încât să trimită o versiune puțin modificată în funcție de browser, cu același conținut. Utilizatorii browser-ului Opera primeau pagini cu erori pe noul site. Microsoft a declarat cu tărie că la baza acestei probleme stă suportul pentru XHTML greșit al browser-ului Opera, iar că Netscape Navigator 6 și Internet Explorer sunt singurele ce suportă această tehnologie. Site-ul MSN a fost reparat după ce Opera Software a confruntat Microsoft printr-un comunicat de presă despre problemă codat în XHTML. Acest comunicat nu funcționează nici la ora actuală pe Internet Explorer, dar în Opera a funcționat perfect încă de atunci.
Vedeți:
- Știre pe CNET
- Articol pe A List Apart (site ce discută standarde web)

În mai 2004 o entitate necunoscută a făcut o plată în valoare de USD $12.75 milioane către Opera Software. Håkon Wium Lie (șeful departamentului de tehnologie la Opera și unul din inventorii CSS-ului) a declarat că astfel s-a rezolvat o problemă apropiată de inima lui. Însă nimeni nu a declarat oficial cine a făcut plata sau motivul. Mulți speculează că Microsoft a plătit pentru a evita un proces (conform Știrii CNet).

### Legături oficiale
- Opera Software
- Opera Mini
- Documentație Opera
- Comunitatea My Opera
  - Forumul oficial de discuții al Opera
- Comunicat de presă - Opera elimină banner-ul publicitar și devine gratuit
- Newsgroups on GoogleGroups
- Mailing list Arhivat în 9 noiembrie 2005, la Wayback Machine.
- #Opera @ OperaNet
- Opera Mini - Supported phone models Arhivat în 26 octombrie 2005, la Wayback Machine.

### Legături neoficiale
- Grupul comunității de români pe My Opera
- Traducere neoficială în limba română a navigatorului Opera pentru Desktop Arhivat în 21 iunie 2007, la Wayback Machine. (Linux, Mac OS X și Windows) realizată de Cristian Secară
- Fișiere User JavaScript pentru Opera
- Opera Wiki - Ponturi, Modificări la Opera, și detalii tehnice
- 30 zile pentru a vă îndrăgosti de Opera 8[nefuncțională]
- Opera Watch - Un weblog/jurnal ce discută ultimele noutăți despre Opera și competiție
- Secunia.com: Raport de vulnerabilități în Opera
- Istoricul versiunilor Arhivat în 14 octombrie 2007, la Wayback Machine.
- Planeta Opera Arhivat în 13 august 2006, la Wayback Machine. - Un agregator a mai multor bloguri despre Opera